# Кара-Жыгач (Джалал-Абадская область)
Кара-Жыгач (кирг. Кара-Жыгач) — село в Джалал-Абадской области Кыргызстана. Административно подчинено администрации города Майлуу-Суу. Код СОАТЕ — 41 703 430 710 030.

## География
Село расположено в юго-восточной части области, на правом берегу Майлуу-Суу, у северной окраины города областного подчинения Майлуу-Суу.

## Население
Согласно оценочным данным Национального статистического комитета Кыргызской Республики, численность населения посёлка в 2022 году составляла 1072 человека.
| год     | 2009 | 2022 |
| ------- | ---- | ---- |
| человек | 942  | 1072 |